# Спартаковская улица (Москва)
Спарта́ковская у́лица (до 1919 года — Ело́ховская у́лица) — улица в центре Москвы, одна из важнейших в Басманном районе, расположена между площадью Разгуляй и Бауманской улицей.

## Происхождение названия

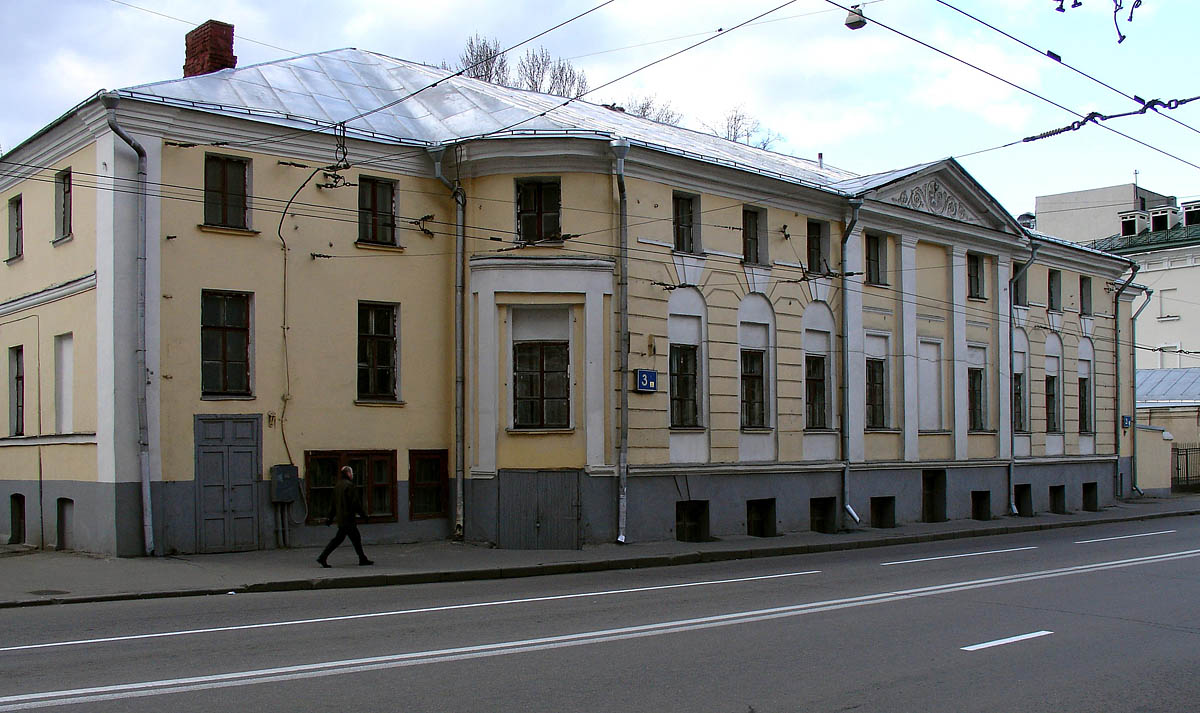
№ 3.

Первоначально улица составляла часть Покровской улицы. В XIX веке она стала называться Елоховская, по Елоховской слободе. С 1919 года — Спартаковская улица по немецкой революционной организации «Спартак», созданной в 1916 году и позже ставшей ядром Коммунистической партии Германии.

## Описание
Спартаковская улица является продолжением радиальной оси Маросейка—Покровка—Старая Басманная. Причем ранее Спартаковская не была соединена со Старой и Новой Басманной, до того, как между ними не снесли дом. Начинается от площади Разгуляй, проходит на северо-восток, слева к ней примыкает Новорязанская улица и Елоховская площадь, в конце которой справа на улицу выходит Плетешковский переулок. Затем слева примыкает Нижняя Красносельская улица, за пересечением с Бауманской улицей переходит в Бакунинскую улицу.

## Примечательные здания и сооружения

### По нечётной стороне
- № 3,  памятник архитектуры (федеральный) — усадьба Закревского-Савина (конец XVIII века). Двухэтажное каменное здание с геральдическим фронтоном и двумя флигелями, построенное в стиле классицизма. В середине XIX века владелец дома, граф А. А. Закревский, сдавал его внаём. В конце XIX — начале XX века здание принадлежало изобретателю пожарного гидранта Н. П. Зимину. С 1996 дом был передан сперва МВТУ им. Н. Э. Баумана, затем НПО «Астрофизика», доведён ими до неудовлетворительного состояния.
- № 9,  памятник архитектуры (федеральный) — городская усадьба 1-й четверти — середины XIX века, окружённая каменной оградой с чугунными решетками и воротами; здание Библиотеки-читальни имени А. С. Пушкина (с 1912).

В 1774 году здесь, по красной линии улицы, стоял деревянный дом, за которым располагались хозяйственные постройки и собственный сад. В XVIII веке владельцем усадьбы был коллежский, затем статский советник, вице-губернатор Москвы в 1782—1785 годах Тимофей Иванович Чонжин (1722—1803). После 1812 года усадьба, не пострадавшая от московского пожара, была приобретена купцом первой гильдии М. А. Крашенинниковым, перестроившим её в 1813—1816 годах. Главный дом, по заднему фасаду сохранивший ризалиты своего деревянного предшественника, как и его флигели, возведены между 1804 и 1816 годами; в 1819 году постройки с помощью арок объединены в единый ансамбль.
В 1854 году хозяином владения стал Николай Федорович Мамонтов (1805—1860), первым из братьев, перебравшийся в Москву и купивший здесь «большой и красивый дом с обширным садом на Разгуляе». При нём усадьба приобретает свой современный вид: в 1856—1857 годах возводятся ограничивающие парадный двор западный и восточный корпуса, фасад приобретает эклектичный вид, соединив в себе классический портик, украшенный каннелированными колоннами и пилястрами, с такими чертами итальянского ренессанса и русского барокко, как рустовка первого этажа и затейливая вязь чугунных балконов. Меняется и декоративное решение интерьеров (трёхмаршевая чугунная лестница, ведущая из вестибюля на второй этаж, искусственный мрамор стен, фигурные филёнки, лепнина и мраморные камины сохранились до нашего времени).
В этот период в доме бывали Г. А. Ларош, П. И. Чайковский, представители крупных московских купеческих династий: сыновья Н. Ф. Мамонтова породнились с Хлудовыми и Морозовыми, уже после смерти отца его дочери стали жёнами В. И. Якунчикова, П. М. Третьякова, К. В. Рукавишникова.
В 1882 году владение перешло к купцам Мухиным. Два десятилетия спустя оно была выставлено на продажу, и городская управа решила приобрести здание для читальни имени А. С. Пушкина: 1 ноября 1911 года «владение наследников Ф. Д. Мухина Басманной части 1 уч., под № 127—99 на Елоховской площади» было выкуплено за 180 тысяч рублей, год спустя читальня разместилась в главном доме. Остальные постройки, в советское время бывшие жилыми, были переданы библиотеке в 1972—1973 годах.
В 1970-х — 1980-х годах усадьба подверглась реставрации, ей был возвращён облик середины XIX века. Были восстановлены двери, детали фигурной лепнины потолков, мраморные камины и чугунные лестницы, раскрыты скрытые слоями штукатурки и обоев мраморные стены второго этажа. В начале XX века были открыты полы первого этажа, выложенные доломитом. В парадном дворе усадьбы установлен памятник-бюст А. С. Пушкину, имя которого библиотека носит со дня своего основания в 1899 году.
- № 11, стр. 1 — дом Сарептского евангелического общества (кон. XVIII в.)[4]
- № 13 — двухэтажный дом выстроен для церковной школы в конце XVIII века[5]

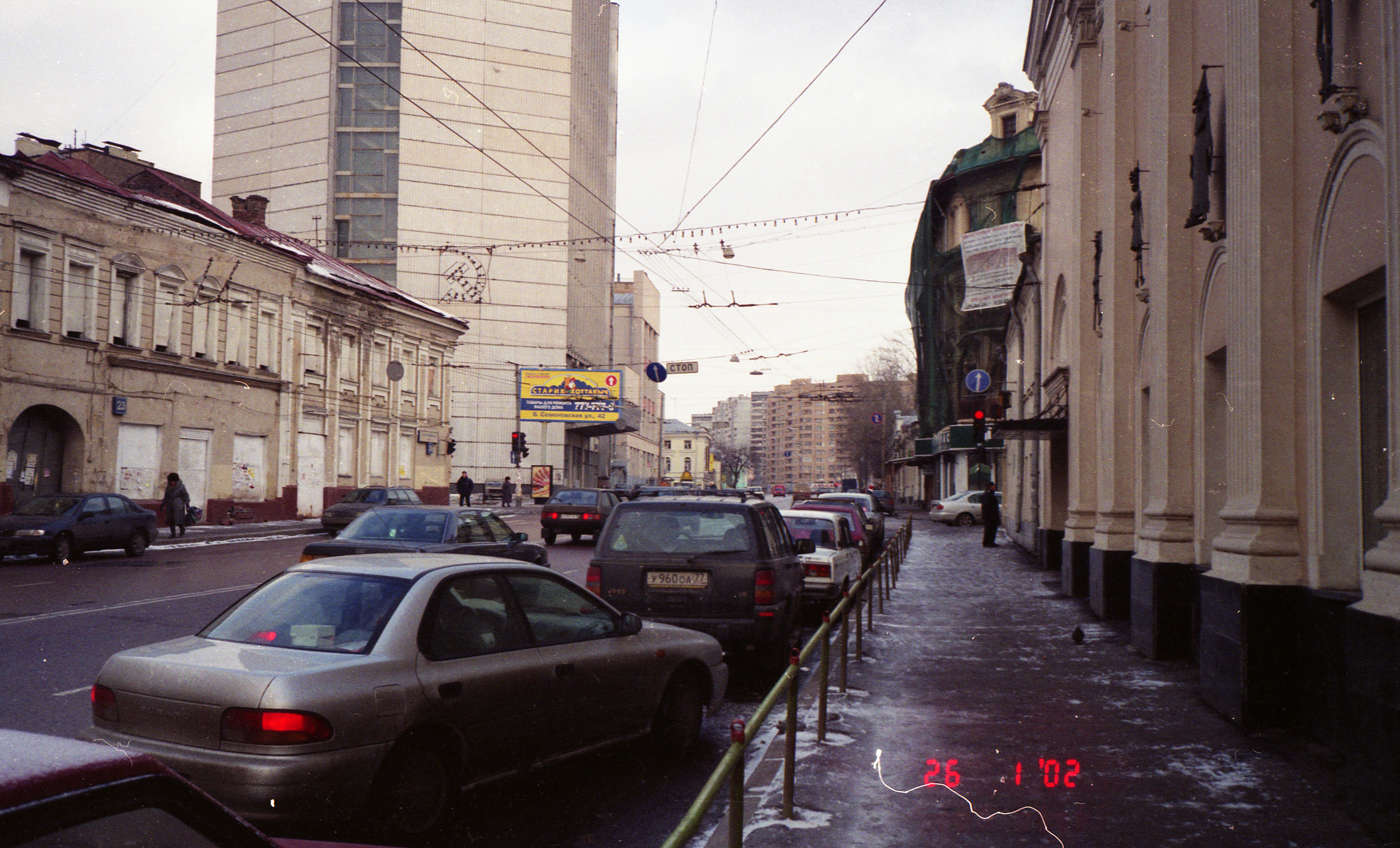
Вид Спартаковской улицы в 2002 году с заброшенными зданиями

- Вид Спартаковской улицы в 2002 году с заброшенными зданиями№ 15 — Богоявленский собор в Елохове (1835—1853, архитектор Е. Д. Тюрин)

### По чётной стороне
- № 2/1 — Усадьба Мусиных-Пушкиных на Разгуляе.
- № 2Б—2А, стр. 1 — здание Плановой Академии имени Молотова Госплана СССР. Изначально здание строилось в конструктивистских формах по проекту архитектора Л. Круглова для Индустриально-педагогического института имени Карла Либкнехта. В 1937 здание было достроено с изменениями проекта архитектором Д. В. Разовым уже под размещение Плановой академии Госплана СССР[6][7].

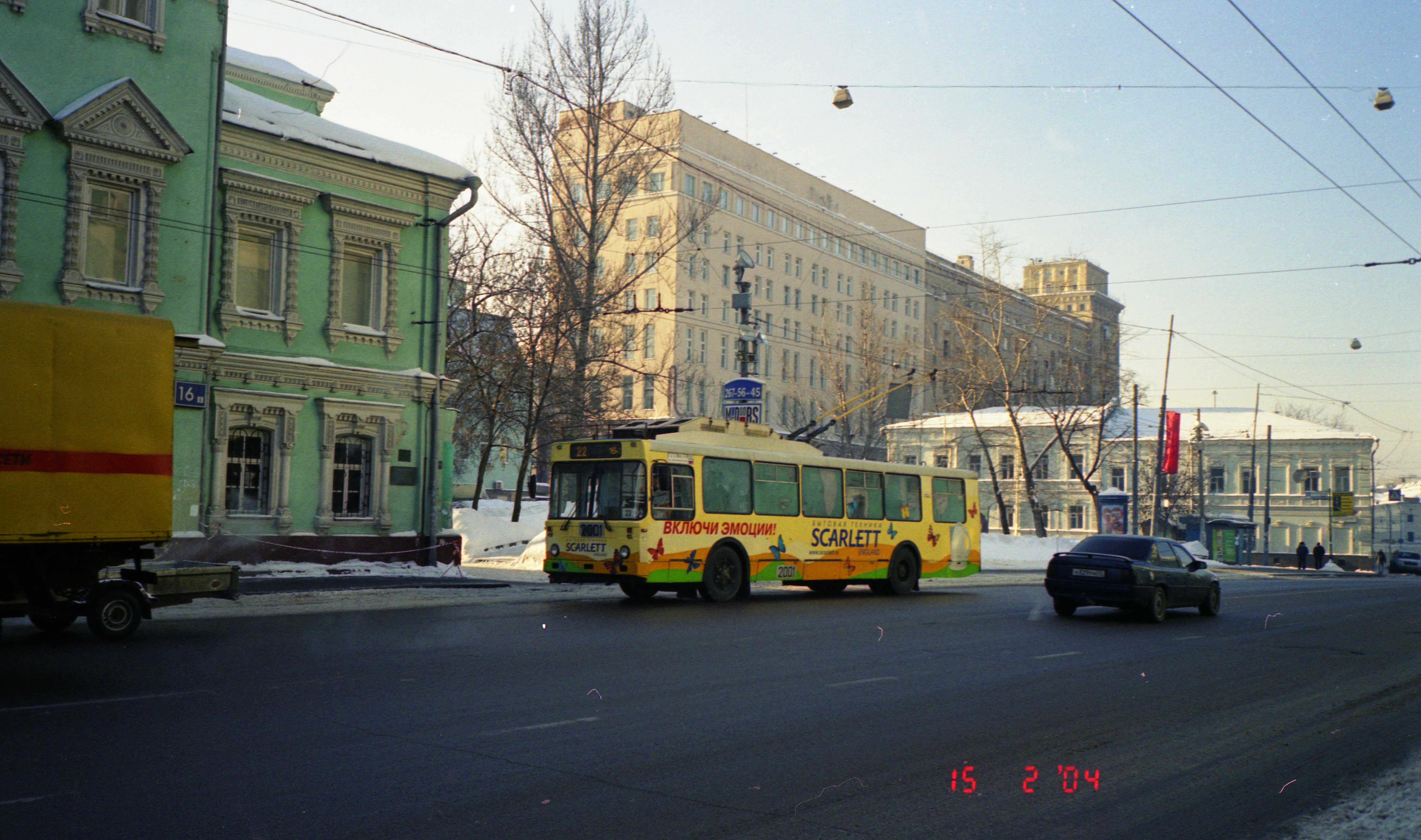
Вблизи участок 12, пустой во время съёмки, на заднем плане дома 4-6, стоящие в глубине от улицы (2004)

- Вблизи участок 12, пустой во время съёмки, на заднем плане дома 4-6, стоящие в глубине от улицы (2004)№ 4—6 — жилые дома Плановой Академии имени Молотова Госплана СССР (1935—1940, архитектор Д. В. Разов)[8]. Жилые дома были поставлены по новым красным линиям Спартаковской улицы, которую в ходе реализации Генерального плана реконструкции Москвы планировали спрямить, расширить и застроить новыми зданиями, превратив в парадную магистраль, связывающую центр города со строящимся главным спортивным сооружением СССР — стадионом имени Сталина[7].
- № 6, стр. 2 — Главный дом городской усадьбы (конец XVIII в.—1-я треть XIX в.)[9]
- № 8 — жилой дом (середина XIX в.)[4]
- № 10/2 — жилой дом постройки 1882 года[10].
- № 26/30 — Жилой дом Рожкова (1868; 1914, архитектор И. Шибанов). С 1912 года — Большой Елоховский электротеатр, по другим источникам, кинотеатр им. Баумана.[11] С  1928 г. по 1930-е годы размещался Центральный театр рабочей молодёжи (ТРАМ).[11] С 1933 по 1946 год здесь размещалась Театральная студия имени М. Н. Ермоловой, с 1946 по 1962 год — Московский драматический театр, сегодня Московский театр кукол[12]

## Транспорт
- Станция метро  Бауманская.
- Автобусы м3, 40, т22, т25, электробусы н3, т25, т88, троллейбус Т.